# Mandalawangi (Salopa)
Mandalawangi is een bestuurslaag in het regentschap Tasikmalaya van de provincie West-Java, Indonesië. Mandalawangi telt 6689 inwoners (volkstelling 2010).